# Биверхил (језеро)
Биверхил (енгл. Beaverhill Lake) је глацијално језеро у централном делу канадске провинције Алберта.
Налази се око 70 км источно од главног града провинције Едмонтона, у близини градића Тофилд и лежи у хидрографском басену реке Северни Саскачеван.
Површина језера је око 139 км², са максималном дубином до 2,3 метра. Одликује се постепеним опадањем нивоа воде, тако да је у периоду између 1999. и 2009. изгубило готово четвртину запремине.
Језеро је познато као значајно станиште барских врста птица, а од 1987. део је заштићеног природног добра.